# معركة روتردام

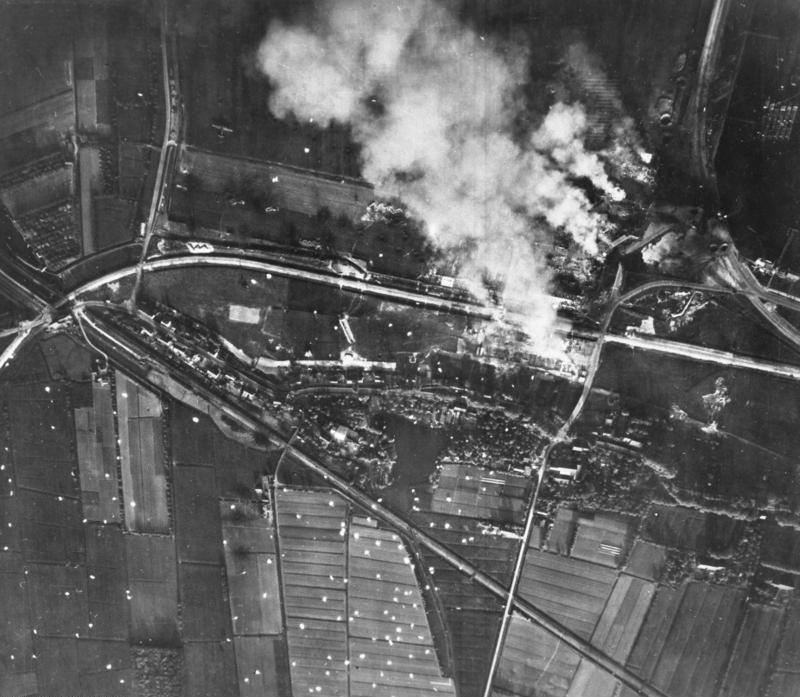
احتراق قاعدة فالهافن الجوية في روتردام عقب قصف الألمان لها جويًا

معركة روتردام (بالإنجليزية: Battle of Rotterdam، وبالهولندية: Strijd om de Maasbruggen in Rotterdam) هي إحدى معارك الحرب العالمية الثانية أثناء ما سمي بمعركة هولندا. وقعت أحداث معركة روتردام بين يومي 10 و14 مايو 1940، وأسفرت عن نجاح القوات الألمانية في احتلال المدينة بعد مساندة جوية تمثلت في قصف جوي مكثف أسفر عن دمار شديد للمدينة.